# 横浜市立日野南中学校
横浜市立日野南中学校（よこはましりつ ひのみなみちゅうがっこう）は、神奈川県横浜市港南区港南台にある市立中学校。

## 沿革
- 1979年4月1日 - 港南中学校より独立し開校[1]。

## 通学区域
全て横浜市港南区内である。
- 小坪小学校の区域
- 日野小学校の区域
- 日野南小学校の区域のうち一部
- 港南台第二小学校の区域のうち一部